# Julien Ngoy
Julien Ngoy, né le 2 novembre 1997 à Anvers en Belgique, est un footballeur belge qui joue au poste d'attaquant. Il possède également la nationalité congolaise (RDC).

## Biographie

### En club
Julien Ngoy joue chez les jeunes du RSC Anderlecht et du Club Bruges. En 2013, il rejoint la NSeth Academy de Bruxelles. Plus tard cette année-là, il est transféré à Stoke City. Le 10 décembre 2016, l'attaquant fait ses débuts en Premier League, en déplacement contre Arsenal. Il remplace Xherdan Shaqiri à la 86e minute. Arsenal s’impose trois buts à un.
Ngoy joue cinq rencontres en Premier League lors de sa première saison. Lors de sa deuxième saison, il doit attendre le 30 décembre pour effectuer sa première entrée au jeu (après 71 minutes contre Chelsea). Un mois plus tard, il est prêté au Walsall FC, un club de League One, pour le reste de la saison. En août 2018, Stoke City le prête pour la deuxième fois, cette fois au club suisse des Grasshoppers Zurich. Cette période de prêt connaît une triste fin car les Grasshoppers sont relégués de Super League après 70 ans au plus haut échelon du football suisse.
Après avoir joué seulement deux matchs pour Stoke City au cours de la saison 2019-2020, il est transféré à la KAS Eupen en août 2020.

## Statistiques

### En club
| Saison                | Club                      | Championnat           | Championnat | Championnat | Championnat | Coupe(s) nationale(s) | Coupe(s) nationale(s) | Coupe(s) nationale(s) | Supercoupe | Supercoupe | Supercoupe | Autres compétitions | Autres compétitions | Autres compétitions | Autres compétitions | Total | Total | Total |
| Saison                | Club                      | Division              | M.          | B.          | P.d.        | M.                    | B.                    | P.d.                  | M.         | B.         | P.d.       | Comp.               | M.                  | B.                  | P.d.                | M.    | B.    | P.d.  |
| 2016-2017             | Stoke City                | Premier League        | 5           | 0           | 0           | 1                     | 0                     | 0                     | -          | -          | -          | -                   | -                   | -                   | -                   | 6     | 0     | 0     |
| 2017-2018             | Stoke City                | Premier League        | 1           | 0           | 0           | -                     | -                     | -                     | -          | -          | -          | -                   | -                   | -                   | -                   | 1     | 0     | 0     |
| 2019-2020             | Stoke City                | Championship          | 1           | 0           | 0           | 1                     | 0                     | 0                     | -          | -          | -          | -                   | -                   | -                   | -                   | 2     | 0     | 0     |
| Sous-total            | Sous-total                | Sous-total            | 7           | 0           | 0           | 2                     | 0                     | 0                     | -          | -          | -          | -                   | -                   | -                   | -                   | 9     | 0     | 0     |
| 2017-2018             | Walsall FC (prêt)         | League One            | 13          | 3           | 1           | -                     | -                     | -                     | -          | -          | -          | -                   | -                   | -                   | -                   | 13    | 3     | 1     |
| 2018-2019             | Grasshopper Zurich (prêt) | Super League          | 22          | 5           | 2           | 1                     | 0                     | 0                     | -          | -          | -          | -                   | -                   | -                   | -                   | 23    | 5     | 2     |
| 2020-2021             | KAS Eupen                 | Division 1A           | 32          | 6           | 1           | 3                     | 0                     | 0                     | -          | -          | -          | -                   | -                   | -                   | -                   | 35    | 6     | 1     |
| 2021-2022             | KAS Eupen                 | Division 1A           | 24          | 4           | 2           | 5                     | 1                     | 1                     | -          | -          | -          | -                   | -                   | -                   | -                   | 29    | 5     | 3     |
| Sous-total            | Sous-total                | Sous-total            | 56          | 10          | 3           | 8                     | 1                     | 1                     | -          | -          | -          | -                   | -                   | -                   | -                   | 64    | 11    | 4     |
| 2022-2023             | KV Malines                | Division 1A           | 26          | 5           | 2           | 3                     | 0                     | 0                     | -          | -          | -          | -                   | -                   | -                   | -                   | 29    | 5     | 2     |
| 2023-2024             | KV Malines                | Division 1A           | 3           | 0           | 0           | -                     | -                     | -                     | 1          | 0          | 0          | PO2                 | -                   | -                   | -                   | 4     | 0     | 0     |
| 2024-2025             | KV Malines                | Division 1A           | 8           | 0           | 0           | 1                     | 0                     | 0                     | -          | -          | -          | PO2                 | -                   | -                   | -                   | 9     | 0     | 0     |
| Sous-total            | Sous-total                | Sous-total            | 37          | 5           | 2           | 4                     | 0                     | 0                     | 1          | 0          | 0          | -                   | -                   | -                   | -                   | 42    | 5     | 2     |
| 2023-2024             | Kasımpaşa SK (prêt)       | Süper Lig             | 24          | 2           | 2           | 1                     | 0                     | 0                     | -          | -          | -          | -                   | -                   | -                   | -                   | 25    | 2     | 2     |
| Total sur la carrière | Total sur la carrière     | Total sur la carrière | 159         | 25          | 10          | 16                    | 1                     | 1                     | 1          | 0          | 0          | -                   | -                   | -                   | -                   | 176   | 26    | 11    |

## Palmarès

### En club
|  |  | KV Malines - Supercoupe de Belgique : - Finaliste : 2023. |